# Mats Hummels
Mats Julian Hummels (* 16. Dezember 1988 in Bergisch Gladbach) ist ein ehemaliger deutscher Fußballspieler auf der Position des Innenverteidigers, der insgesamt 13 Jahre bei Borussia Dortmund unter Vertrag stand. 
Nachdem er beim FC Bayern München alle Jugendmannschaften durchlaufen hatte, spielte er ab 2008 mehr als acht Jahre lang für Borussia Dortmund, bevor er 2016 für drei Spielzeiten zum FC Bayern München zurückkehrte.
Von 2019 bis 2024 spielte er wieder in Dortmund. Mit dem BVB wurde der Verteidiger zweimal und mit dem FC Bayern München dreimal deutscher Meister. Mit der deutschen Nationalmannschaft, für die er 78-mal auflief und damit zu den Top 10 der deutschen Abwehrspieler mit den meisten Länderspieleinsätzen zählt, wurde er 2014 Weltmeister. Hummels gehörte dabei zu den sechs Spielern der deutschen WM-Auswahl, die zuvor 2009 mit der U21 Europameister geworden waren. Neben seiner Profikarriere gründete Hummels zusammen mit Lukas Podolski die Baller League.

## Leben
Mats Hummels kam 1988 als Sohn der Sportjournalistin Ulla Holthoff und des Fußballspielers Hermann Hummels im nordrhein-westfälischen Bergisch Gladbach zur Welt. Er wuchs zunächst im Rhein-Main-Gebiet auf, wo auch sein zwei Jahre jüngerer Bruder Jonas zur Welt kam und wo sein Vater Trainer beim SV Wehen und beim 1. FSV Mainz 05 war. Nachdem sein Vater als Juniorentrainer zum FC Bayern München gegangen war, zog die Familie mit nach München um, wo Hummels seit seinem sechsten Lebensjahr aufwuchs. Er besuchte das Gymnasium Neubiberg im Landkreis München, das er im Hinblick auf seine Karriere als Profifußballer nach der zwölften Klasse mit der Mittleren Reife vorzeitig verließ.
Am 15. Juni 2015 heiratete Mats Hummels seine langjährige Freundin Cathy Fischer. Am 11. Januar 2018 wurde ihr gemeinsamer Sohn geboren. Das Paar lebte ab 2021 getrennt und ließ sich zum Jahresende 2022 scheiden. Seit Ende 2023 ist er mit dem Model Nicola Cavanis liiert.

## Vereinskarriere

### FC Bayern München
Hummels spielte von seinem siebenten Lebensjahr an beim FC Bayern München, wo auch sein jüngerer Bruder Jonas ausgebildet wurde. Anfangs war er noch als Stürmer aktiv, wurde jedoch im weiteren Verlauf auf Anraten seines Vaters hin zum Abwehrspieler ausgebildet.
Während der Saison 2005/06 berief Trainer Hermann Gerland den in der A-Jugend spielenden Hummels am letzten Spieltag erstmals in die Regionalliga-Mannschaft und stellte ihn neben Markus Husterer, Michael Stegmayer und Stefano Celozzi auf. Hummels hatte zuvor mit Mitspielern wie Sebastian Langkamp, Sandro Wagner und Thomas Kraft bis auf zwei alle weiteren Saisonspiele der U19 absolviert. Dem Verteidiger waren sieben Tore gelungen, davon zwei beim 4:1 gegen Eintracht Frankfurt, und mit seiner Mannschaft gelangte er bis ins Meisterschaftsendspiel, das man mit 1:2 gegen Schalke 04 verlor.
Im Jahr darauf entwickelte sich der Abwehrspieler, nachdem neben Stegmayer und Husterer auch Jan Mauersberger sowie Markus Steinhöfer das Team verlassen hatten, dort zum Stammspieler. Er wurde mit der Mannschaft Achter und konnte zwei Tore erzielen, darunter den Siegtreffer beim 3:2 gegen die Zweitvertretung des 1. FC Kaiserslautern. Bereits zuvor war Felix Magath, der damalige Trainer der Bundesligamannschaft, auf den 18-Jährigen aufmerksam geworden. Hummels nahm an der Vorbereitung der Profimannschaft zur Saison 2006/07 teil und spielte im Ligapokal-Halbfinale gegen den FC Schalke 04 von Beginn an. Am letzten Spieltag gab der Verteidiger, der zum 1. Januar 2007 mit einem Profivertrag ausgestattet wurde, beim 5:2-Heimsieg über den 1. FSV Mainz 05 nach einer Einwechslung dann auch sein Debüt in der höchsten deutschen Spielklasse.

### Borussia Dortmund

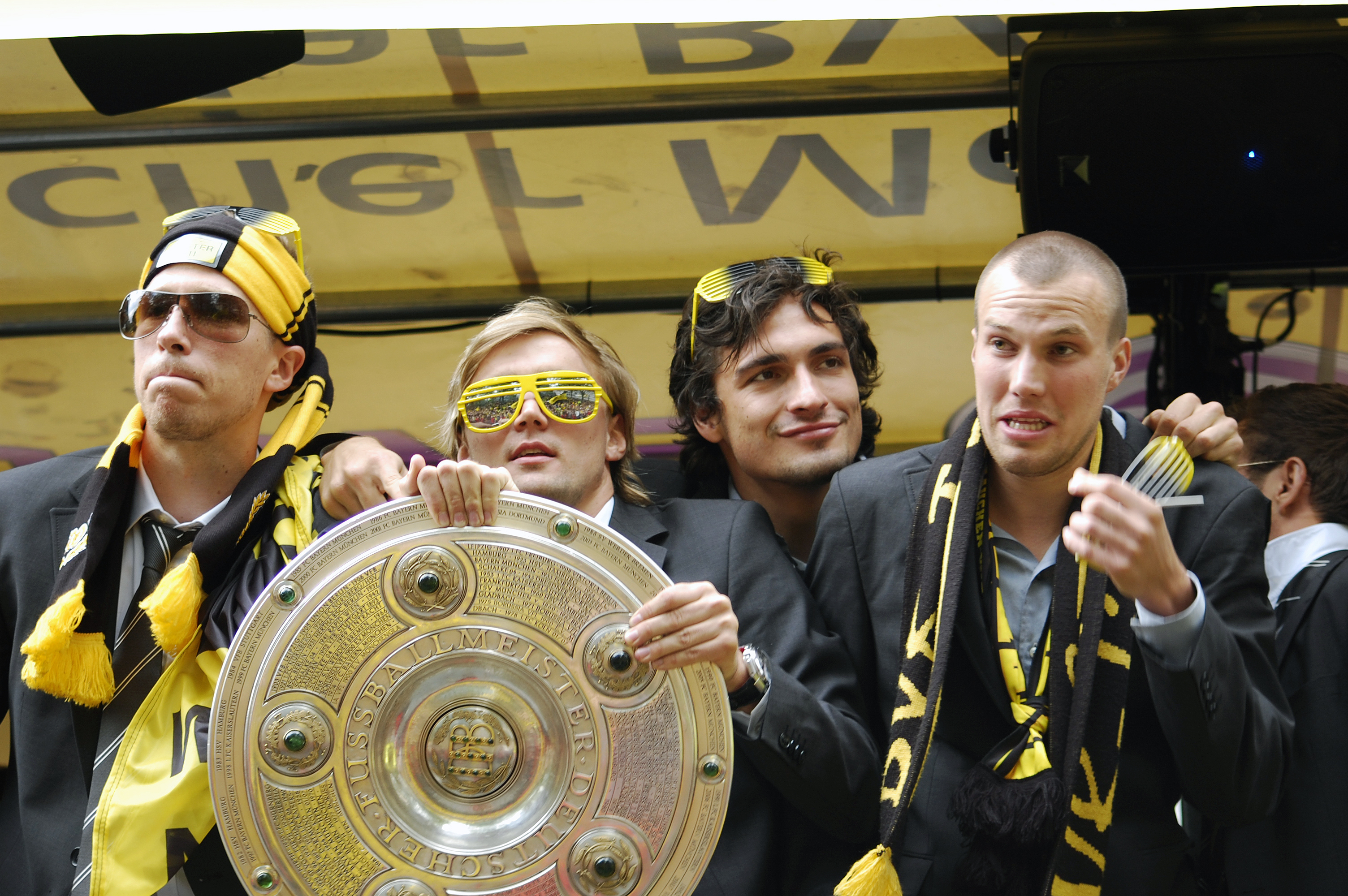
Mats Hummels während der Meisterfeier 2011 mit Kevin Großkreutz (rechts), Marco Stiepermann (links) und Marcel Schmelzer (2. von links)

Nachdem Hummels in der Hinrunde der Saison 2007/08 in der ersten Mannschaft des FC Bayern nicht zum Einsatz gekommen war – Magaths Nachfolger Ottmar Hitzfeld setzte in der Innenverteidigung auf Lúcio, Martín Demichelis und Daniel van Buyten – und nur in der Regionalliga gespielt hatte, wurde er in der Winterpause zunächst bis zum 30. Juni 2009 an Borussia Dortmund ausgeliehen. Für seinen Leihverein kam Hummels in der Folge regelmäßig zum Einsatz. Mit dem BVB stand er am 19. April 2008 im DFB-Pokal-Endspiel in Berlin, das sein Hauptverein Bayern München mit 2:1 nach Verlängerung gewann. Er selbst gehörte zum Kader, spielte aber nicht. 

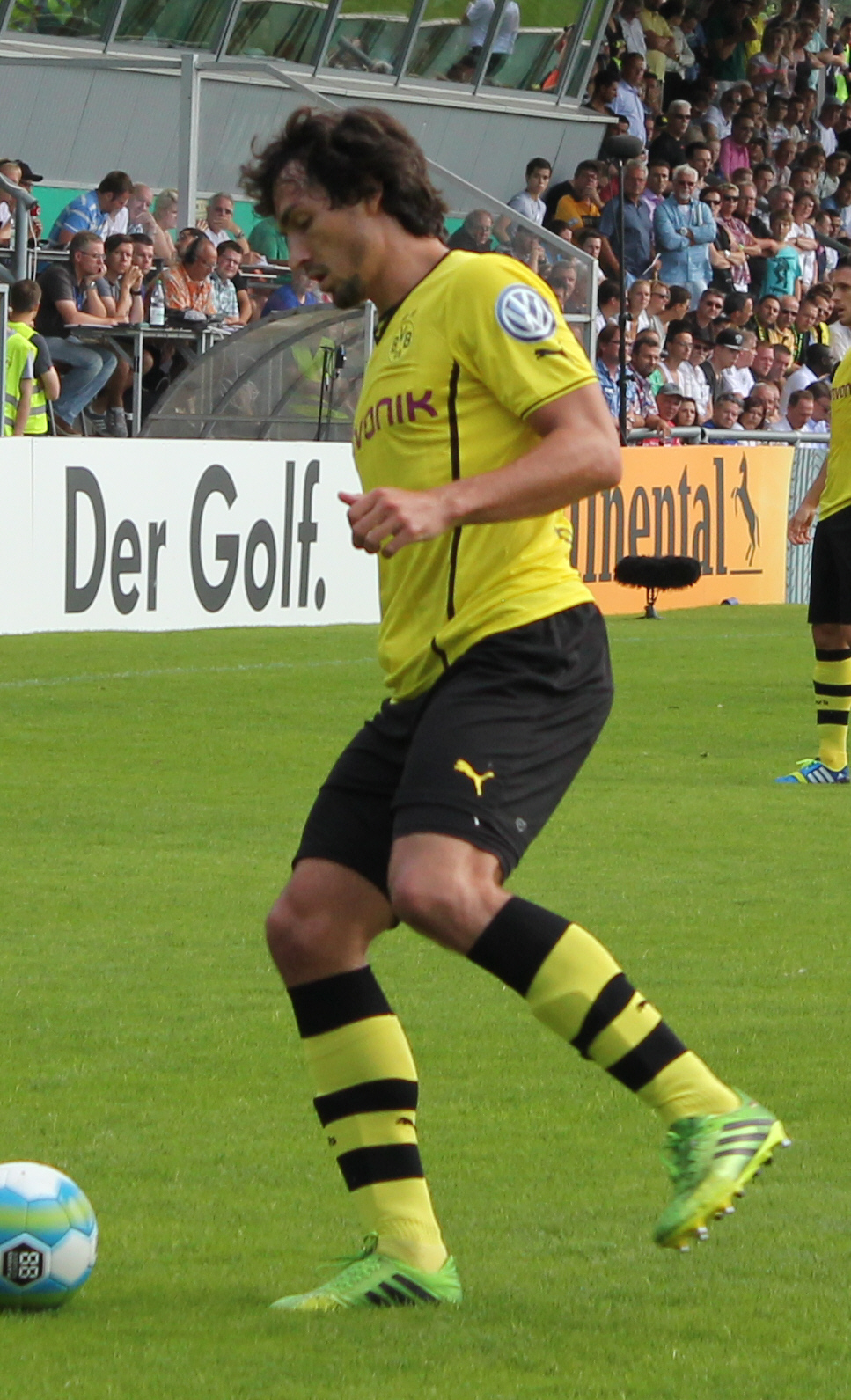
Mats Hummels im Trikot von Borussia Dortmund (2013)

Zu Beginn der Saison 2008/09 wurde Hummels häufig in die Startelf berufen, konnte aber wegen diverser Verletzungen die Hinrunde nicht durchspielen. Im Januar 2009 zog er sich bei einem Hallenturnier einen Teilriss des rechten Innen- und Außenbandes im Sprunggelenk zu. Einen Monat später, als Hummels wieder ins Training einstieg, riss dasselbe Außenband komplett, sodass er für den Rest der Bundesligasaison ausfiel und erst am letzten Spieltag wieder auf der Ersatzbank saß. Im Februar 2009 einigten sich indes der BVB und der FC Bayern München auf einen endgültigen Wechsel. Hierbei wurde Hummels’ bis Saisonende laufender Leihvertrag aufgelöst und er erhielt einen festen Vertrag bei den Dortmundern. Mit Beginn der Saison 2009/10 war Hummels wieder beschwerdefrei. In den ersten beiden Saisonspielen kam er als Einwechselspieler zum Zug, am dritten Spieltag musste er in der vierten Spielminute den verletzten Tinga ersetzen und gehörte von da an zum Stammpersonal. Am häufigsten wurde er von Trainer Jürgen Klopp in der Innenverteidigung neben Neven Subotić eingesetzt, manches Mal aber auch im defensiven Mittelfeld aufgeboten. Am Ende der Saison qualifizierte sich Hummels, der im mit 1:2 verloren gegangenen Rückrunden-Revierderby gegen Schalke 04 nach einem Zusammenstoß mit seinem Torwart Roman Weidenfeller einen Unterkieferbruch erlitt, mit dem BVB für die Teilnahme an der Europa League. Neben seinen Defensivleistungen hatte der Abwehrspieler auch fünf Tore selbst erzielt und zwei weitere vorbereitet. Mit zwei Treffern (davon einer per Kopfball) entschied er beispielsweise das zweite Aufeinandertreffen mit dem 1. FC Köln, welches mit 3:2 endete.
In der Saison 2010/11 sicherte sich Hummels mit dem BVB mit 43 Punkten nach 17 Spielen am 15. Spieltag den inoffiziellen Titel des Herbstmeisters; am 32. Spieltag stand das Team rechnerisch als deutscher Meister fest. Mit 22 Gegentoren stellte der BVB die mit weitem Abstand beste Defensive der Liga, die neben Hummels und Subotić sowie Keeper Weidenfeller vorrangig aus den Außenverteidigern Kevin Großkreutz, Łukasz Piszczek und Marcel Schmelzer bestand. Vom Sportmagazin Kicker erhielt Hummels die besten Noten aller Bundesligaspieler der Saison und rangierte so noch vor seinen Teamkameraden Shinji Kagawa, Nuri Şahin, Mario Götze und Sven Bender, so dass die komplette Top 5 aus Spielern des BVB bestand. Mit fünf Toren war Hummels darüber hinaus zusammen mit Georg Niedermeier vom VfB Stuttgart torgefährlichster Verteidiger der Saison. Seine notenbeste Leistung (1,0) erbrachte der Abwehrspieler beim 3:1 gegen seinen Ex-Verein FC Bayern, gegen den er einmal per Kopf erfolgreich war und auch defensiv wenig zuließ.
In der Folgesaison hatte der BVB nach sechs Spieltagen bereits sechs Gegentore und drei Niederlagen hinnehmen müssen; in der Champions League bedeuteten zwölf Gegentore in den sechs Spielen der Gruppenphase das frühzeitige Ausscheiden. Trotzdem fing man sich in der Liga wieder und verlor ab dem siebten Spieltag kein Spiel mehr (bei fünf Unentschieden). Schlüsselspiel war dabei das 1:0 gegen Bayern München, das nach der Hinrunde noch Tabellenführer gewesen war. In dieser Partie, seiner 100. in der Liga für Dortmund, wurde der Rheinländer zum Spieler des Spiels gewählt. Außerdem stellten die Borussen, die die Bayern auch in der Rückserie mit 1:0 besiegten und darüber hinaus gegen Köln mit 5:0 und 6:1 oder gegen Schalke mit 2:1 und 2:0 siegten, am Ende mit 25 Gegentoren wieder eine der drei besten Abwehrreihen der Liga. Damit verteidigten Hummels und der BVB den deutschen Meistertitel aus dem Vorjahr. Im DFB-Pokal erreichte man das Finale, das gegen den Vizemeister FC Bayern mit 5:2 gewonnen wurde und somit das Double bedeutete. Während Hummels im Endspiel vom kicker die Note 1,5 erhalten hatte, vergab das Magazin nach dem Achtelfinale gegen Fortuna Düsseldorf sogar eine glatte 1. Gemeinsam mit Torwart Roman Weidenfeller hatte der Verteidiger einen entscheidenden Anteil daran gehabt, dass das Spiel auch nach 120 Minuten noch torlos geblieben war und im Elfmeterschießen entschieden werden musste.
In der Spielzeit 2012/13 wurde der BVB mit Hummels Vizemeister und erreichte in der Champions League das Endspiel, das man aber gegen Meister Bayern mit 1:2 verlor. Vor Saisonbeginn hatte beispielsweise Shinji Kagawa, mit 31 Scorerpunkten der zweiteffektivste Angriffsspieler hinter Robert Lewandowski, den Verein verlassen.
Seit der Saison 2014/15 war Hummels Mannschaftskapitän von Borussia Dortmund.

### Rückkehr zum FC Bayern München

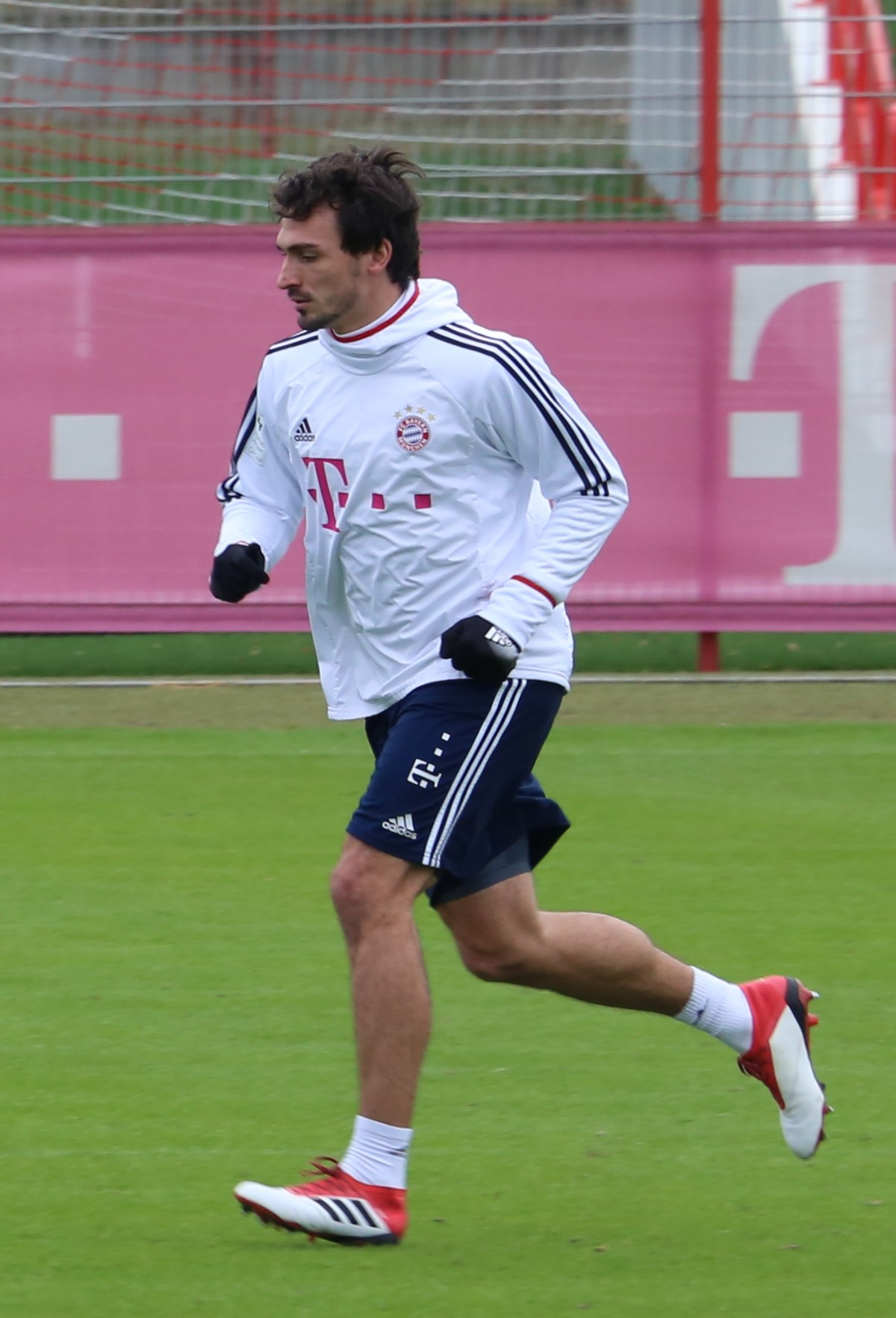
Beim Training auf dem Gelände des FC Bayern München (2018)

Am 28. April 2016 teilte der BVB in einer Ad-hoc-Meldung mit, dass Hummels die Absicht geäußert habe, zur Saison 2016/17 zum FC Bayern München, für den er bereits von 1995 bis 2008 aktiv gewesen war, wechseln zu wollen. Am 10. Mai einigten sich der FC Bayern München und Borussia Dortmund über einen Wechsel des Spielers zum deutschen Rekordmeister. Hummels unterschrieb – zwei Tage nachdem er mit Borussia Dortmund das Pokalfinale gegen seinen neuen Verein verloren hatte – einen Fünfjahresvertrag. Sein erstes Pflichtspiel bestritt er am 14. August 2016 beim 2:0-Sieg im DFL-Supercup gegen seinen ehemaligen Verein. Sein erstes Bundesligator für den FC Bayern München erzielte er am 26. November 2016 gegen Bayer 04 Leverkusen mit dem 2:1-Siegtreffer in der 56. Minute per Kopfball. In der Folge gewann er mit dem FC Bayern noch drei Meistertitel sowie einmal den DFB-Pokal.

### Rückkehr zu Borussia Dortmund

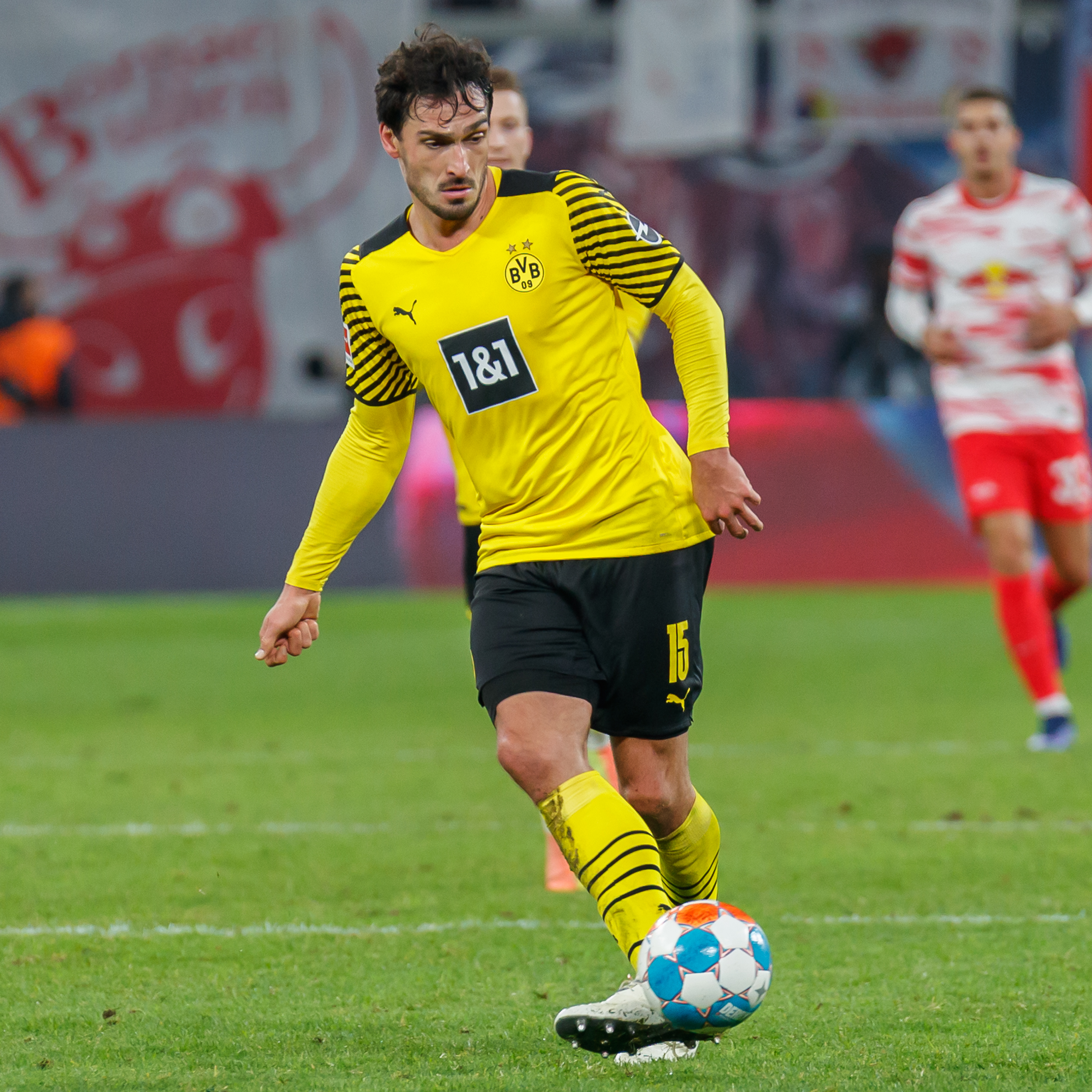
Während eines Ligaspiels (2021)

Am 19. Juni 2019 einigten sich Borussia Dortmund und der FC Bayern München über eine Rückkehr von Hummels zum deutschen Vizemeister. Der obligatorische Medizincheck und die Unterschrift des Vertrages folgten am 28. Juni 2019. Unter Trainer Favre war er sofort in der Innenverteidigung gesetzt und wurde zum zweiten Vertreter des Mannschaftskapitäns Marco Reus ernannt. Hummels kam krankheitsbedingt und aufgrund von Sperren an fünf Pflichtspielen nicht zum Einsatz, in den restlichen 41 stand er stets in der Startelf. Als „Abwehrchef“ füllte Hummels so die Rolle aus, die vor ihm Marcel Schmelzer innehatte und die nach dessen Ausmusterung Łukasz Piszczek zugefallen war. Auch den erneut länger verletzten Spielführer Marco Reus konnte er als Führungspersönlichkeit auf dem Feld vertreten. Mit 41 Gegentoren reihte sich der BVB, der parallel dazu auch die zweitmeisten Treffer erzielt hatte, darüber hinaus erneut in die Top 5 der Bundesliga ein.
Auch in der Spielzeit 2020/21 war Hummels unter Favre sowie unter dessen Nachfolger Edin Terzić als Teil einer Dreier- oder Viererkette fester Bestandteil der Dortmunder Abwehr. Trotz seiner Kopfballstärke wiederholte sich jedoch ein Phänomen, das den BVB bereits zwei Saisons zuvor ereilt hatte – die Anfälligkeit für Gegentore nach gegnerischen Standardsituationen, hauptsächlich Eckbällen. In der Rangliste des deutschen Fußballs des kicker rangierte der mittlerweile 32-Jährige in der Hinrunde als einziger nominierter Dortmunder Innenverteidiger in der internationalen Klasse, in der er wiederum hinter dem Leverkusener Edmond Tapsoba auf Platz 2 stand. Das Magazin hob erneut Hummels’ Qualitäten als Anführer und Stratege im Aufbauspiel hervor. Trotz spielentscheidend schlechter Leistungen im ersten Champions-League-Gruppenspiel gegen Lazio Rom oder bei den Niederlagen in der Bundesliga gegen Stuttgart und Leverkusen kam der Verteidiger auf einen Notenschnitt von 3,03. Den bereits bekannten Temposchwächen standen ein allgemein gutes Stellungsspiel, das Schlagen von präzisen Flanken aus der eigenen Hälfte und diverse Treffer mit dem Kopf gegenüber. So gelangen Hummels in der Hinrunde vier Tore und eine Vorlage, gegen Arminia Bielefeld traf er sogar doppelt. Darüber hinaus berechnete das Portal Statista für Hummels die fünftbeste Zweikampfquote (68,1 %) der Hinrunde. In der Rückserie verpasste Hummels aufgrund einer leichten Knieverletzung sowie einer Gelbsperre lediglich zwei weitere Saisonspiele, schoss ein Tor und erzielte per Kopf ein weiteres. Durch eine Serie von sieben Siegen zum Saisonende hin gelang es dem BVB und seinem Verteidiger, Eintracht Frankfurt aus den Top 4 zu verdrängen und sich letztendlich als Tabellendritter für die Champions League zu qualifizieren. Beim siegreichen Pokalendspiel verteidigte er wie gewohnt die rechte Seite, unterstützt vom Außenverteidiger Łukasz Piszczek, für den es der letzte Titel mit dem Verein war. Über die gesamte Saison gesehen erhielt Hummels vom kicker einen Gesamtnotenschnitt von 3,14 und war damit nach Roman Bürki und Erling Haaland der laut dem Magazin drittbeste Spieler Dortmunds. Im ligainternen Gesamtvergleich rangierte Hummels auf Rang 41 der „Topspieler“ und somit vor Abwehrspielern wie David Alaba, Lucas Hernández (beide FC Bayern), Nordi Mukiele oder Marcel Halstenberg (jeweils RB Leipzig). Besonders die beiden Leipziger waren in der abgelaufenen Spielzeit Teil der undurchlässigsten Defensive der Bundesliga gewesen. Seine Zweikampfquote konnte Hummels in der Rückserie sogar noch auf 68,5 % verbessern und sich so auf den ersten Rang noch vor Konkurrenten wie Matthias Ginter (Mönchengladbach) oder Joakim Nilsson (Bielefeld) schieben. Durch seine Leistungen für den BVB wurde Hummels das erste Mal seit zwei Jahren wieder für die Nationalmannschaft, mit der er an der EM 2021 teilnahm, nominiert.
Die Hinserie 2021/22 verlief für Hummels persönlich eher unbefriedigend. Zum Saisonstart litt er unter Patellasehnenproblemen, was ihn vier Einsätze kostete. In 20 Spielen gelangen ihm diesmal nur ein Tor und eine Vorlage, zweimal vertrat er Reus als Spielführer. Laut dem Portal Sport1 wäre der Verteidiger fitnesstechnisch nie bei 100 % gewesen und hätte sich darüber hinaus auch für seine Verhältnisse ungewöhnlich fehlerbehaftet präsentiert. Beim 2:3 im Ligaspiel gegen seinen alten Verein Bayern München erhielt Hummels, der an allen drei Gegentreffern direkt beteiligt war, die Note 5,5 und war somit der notenschlechteste Spieler auf dem Platz. Der BVB um Hummels ließ in der Bundesliga die siebtwenigsten Gegentore zu und beendete die Hinrunde als Zweiter; in der Champions League, wo man unter anderem mit 0:4 gegen Ajax Amsterdam verlor, schied man aus und musste fortan in der Europa League antreten. Das vorletzte Gruppenspiel, ein 1:3 in Lissabon bei Sporting, verpasste Hummels, nachdem er in der Partie zuvor mit Rot des Platzes verwiesen worden war. Letztlich kam er im Winter erstmals seit sieben Jahren nicht in der Rangliste des kicker, auch allgemein wurde von den Dortmunder Innenverteidigern einzig Manuel Akanji berücksichtigt. Im Sommer 2022 erging es ihm dann ebenso. Zuvor war Hummels mit seiner Mannschaft in der Zwischenrunde der Europa League an den Glasgow Rangers (2:4 und 2:2) gescheitert, wobei er in beiden Spielen zu den jeweils notenschlechtesten Akteuren gehörte. In der Liga verpasste er in Folge von Muskelproblemen die Hälfte der Rückrunde, wovon der von einer schweren Knieverletzung zurückgekehrte Dan-Axel Zagadou profitieren konnte. Während Borussia Dortmund im Pokal im Achtelfinale mit 1:2 an St. Pauli scheiterte (Hummels leitete hier eine hochkarätige Chance auf ein zweites Tor des BVB ein), wurde es mit acht Zählern Rückstand auf den FC Bayern Vizemeister.

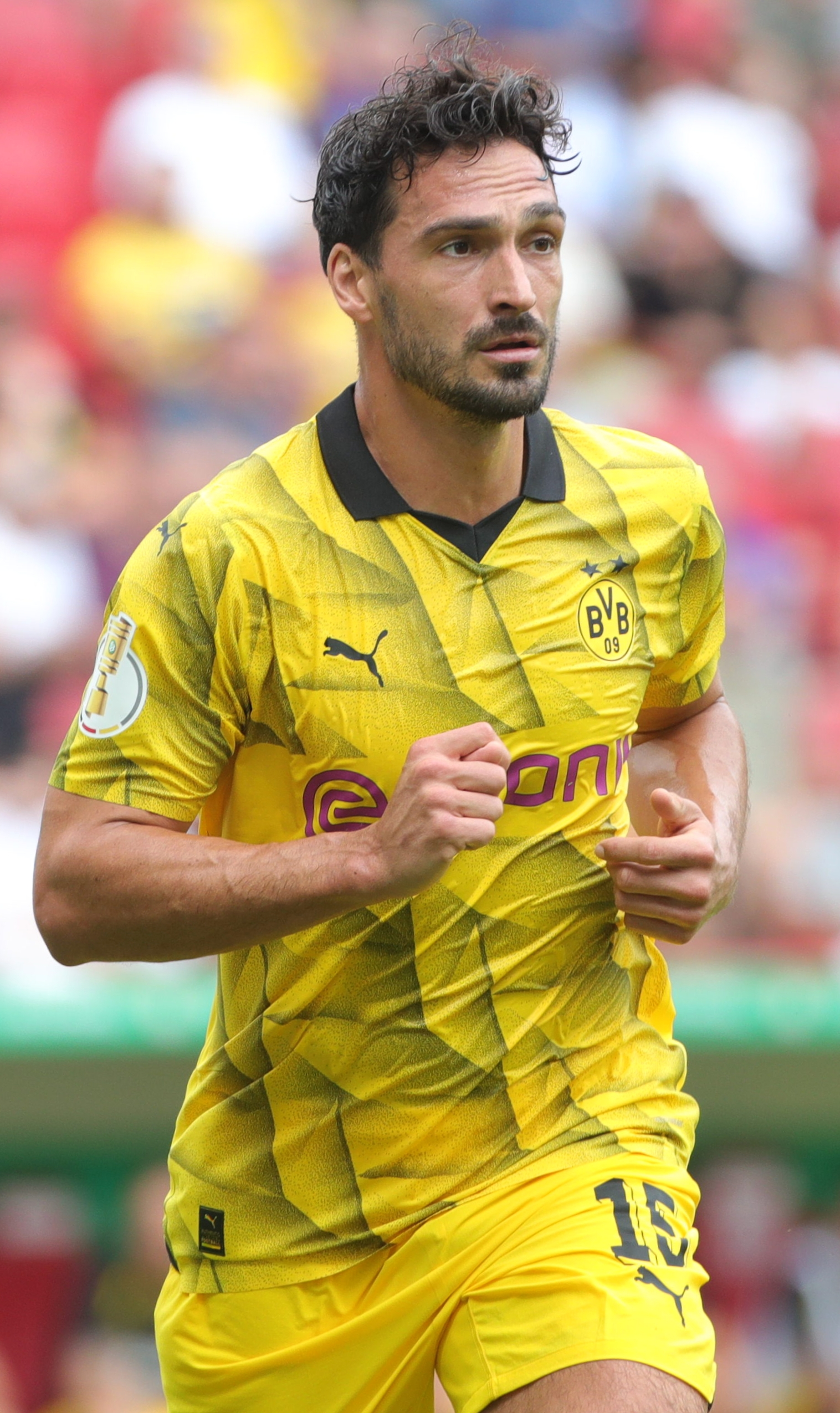
Im DFB-Pokal für den BVB (2023)

Im Verlauf der Hinrunde der Spielzeit 2022/23 blieb Hummels verletzungsfrei, aufgrund einer Erkältung verpasste er trotz allem zwei Spiele. Er blieb weiterhin fester Bestandteil der Dortmunder Innenverteidigung, nachdem Edin Terzić wieder auf die Trainerbank zurückgekehrt war und Marco Rose ersetzt hatte. Hier spielte er am häufigsten mit dem Neuzugang Nico Schlotterbeck zusammen und sorgte dafür, dass sein alter Münchner Teamkollege Niklas Süle, den der BVB ebenfalls neu verpflichtet hatte, auf die rechte Außenbahn ausweichen musste. Dem kicker zufolge erbrachte Hummels überwiegend befriedigende Leistungen, anders als in vorangegangenen Saisons war er diesmal nicht direkt an Toren seines Teams beteiligt. Am 15. Spieltag war Hummels mit einer 5,5 der notenschlechteste Akteur auf dem Platz, als das Borussen-Duell gegen Mönchengladbach mit 2:4 verloren ging. Stark präsentierte sich Hummels hingegen in zwei von vier Champions-League-Gruppenspielen. Jeweils hieß der Gegner Manchester City (hierhin waren beispielsweise die beiden vormaligen Dortmunder Manuel Akanji und Erling Haaland gewechselt) und beide Male erhielt Hummels die Note 1,5. Das Hinspiel verlor Borussia Dortmund mit 1:2, Hummels war durch seine Abwehrarbeit dennoch entscheidend daran beteiligt, dass man nicht mehr Gegentreffer hinnehmen musste und wurde zum Spieler des Spiels gewählt. Auch im Rückspiel wurde Hummels zum „Man of the match“ gekürt und half entscheidend dabei mit, ein 0:0 gegen die Engländer zu verteidigen. Am 21. Bundesligaspieltag (4:1 gegen Hertha BSC) absolvierte Hummels sein 454. Pflichtspiel für den BVB und überholte damit Keeper Roman Weidenfeller. Er rückte somit vor auf Rang 2 und hatte nun nur noch Michael Zorc (572 Partien) vor sich. Hummels fungierte in der Hinrunde einige Male anstelle von Marco Reus aufgrund von dessen Verletzungen als Kapitän. In der Rückrunde übernahm er dieses Amt häufiger, nachdem Reus seinen Stammplatz verloren hatte. Nach neun Gegentoren für den BVB in drei Spielen zum Abschluss der Hinrunde absolvierte Hummels sechsmal nur kurze Einsätze, zweimal kam er nicht zum Einsatz. In einer Rückrunde, in der Borussia Dortmund nur einmal verlor (gegen den FC Bayern München), verdrängte Hummels in der Endphase vor allem Schlotterbeck in die Reservistenrolle und spielte nun am häufigsten mit Süle zusammen. Am letzten Spieltag spielte Borussia Dortmund 2:2 gegen Mainz 05, woraufhin der Verein in der Endabrechnung punktgleich mit Bayern München, das die bessere Tordifferenz hatte, auf dem zweiten Platz stand. Als bester Dortmunder Innenverteidiger rangierte Hummels am Saisonende auf Platz 5 der kicker-Rückserienrangliste hinter Spielern wie dem Spitzenreiter Matthijs de Ligt (FC Bayern) oder Jonathan Tah (Bayer 04 Leverkusen).
Als erst sechster Spieler traf Hummels, der am 4. Spieltag der Saison 2023/24 gegen den SC Freiburg sein erstes Saisontor (das 1:0) köpfte, in 16 Bundesligaspielzeiten in Folge jeweils mindestens einmal. In der Schlussphase dieser Partie schoss Hummels noch ein zweites Tor. Während er mit Borussia Dortmund bis einschließlich des 9. Spieltags nicht verlor, holte er mit der Mannschaft anschließend bis zur Winterpause nur noch einen Sieg aus sieben Spielen. Unter anderem gingen wichtige Spiele wie gegen den FC Bayern, den VfB Stuttgart und Frankfurt verloren. Gemeinsam mit Schlotterbeck wurde Hummels von Trainer Terzić am häufigsten für die Innenverteidigung nominiert und hatte so beispielsweise einen entscheidenden Anteil daran, dass der BVB die Champions-League-Gruppe F gewann und nur vier Gegentore hatte hinnehmen müssen. Beim 3:1 im Rückspiel gegen die AC Mailand war Hummels laut dem kicker der beste Spieler des Spiels und erhielt die Bestnote 1. Im Halbfinalrückspiel der Champions-League gegen Paris Saint-Germain köpfte Hummels Borussia Dortmund ins Finale. Mit seinem Tor wurde er mit 35 Jahren und 143 Tagen der älteste deutsche Torschütze in einem K.o.-Spiel der Königsklasse. Von der UEFA wurde er im Hin- und Rückspiel des Halbfinals zum Man of The Match gekürt. Im Endspiel des Wettbewerbs stand Hummels die volle Spielzeit über neben Nico Schlotterbeck auf dem Feld und unterlag mit dem BVB dem Rekordsieger Real Madrid mit 0:2. Im Anschluss an die Spielzeit verließ neben dem langjährigen Kapitän Marco Reus auch Hummels mit seinem Vertragsende den Verein.

### Wechsel zur AS Rom und Karriereende
Anfang September 2024 unterschrieb der vereinslose Hummels einen Einjahresvertrag bei der AS Rom. Erst knapp zwei Monate später kam er bei einer 1:5-Niederlage im Auswärtsspiel gegen die AC Florenz in der Serie A zu seinem ersten Pflichtspieleinsatz für seinen neuen Verein. Er wurde in der 67. Spielminute eingewechselt und erzielte in der 71. Spielminute ein Eigentor per Kopfball zum Endstand.
Beim Europa-League-Spiel gegen Athletic Bilbao am 13. März 2025 wurde Hummels bereits in der 11. Minute nach einem Foul per Roter Karte des Platzes verwiesen. Sein Team verlor das Spiel schlussendlich mit 1:3 und schied aus dem Turnier aus. Hummels zeigte sich anschließend reuig und bezeichnete die Notbremse als schweren Fehler.
Anfang April 2025 kündigte Hummels sein Karriereende zum Ende der laufenden Saison an.
Unter Trainer Claudio Ranieri wurde Hummels, der seit Anfang April 2025 überhaupt nicht mehr eingesetzt worden war, erst am 26. Mai 2025 im letzten Spiel der Saison gegen den FC Turin in der Nachspielzeit für einige Minuten eingewechselt.
Am 10. August 2025 wurde er von seinem ehemaligen Verein Borussia Dortmund verabschiedet, als er nach Ende seines Vertrags bei der Roma in die Startelf für ein Freundschaftsspiel gegen Juventus Turin berufen wurde. In der 19. Minute wurde er ausgewechselt und von seinen ehemaligen Mannschaftskameraden im Spalier stehend verabschiedet.

## Nationalmannschaft
Mats Hummels wurde erst spät für die Juniorenauswahlen des DFB entdeckt und gab am 27. März 2007 unter Trainer Dieter Eilts sein Debüt in der U21-Nationalmannschaft, die in Düsseldorf mit 1:0 gegen die Auswahl Tschechiens gewann. Er nahm an der U21-Europameisterschaft in Schweden unter Bundestrainer Horst Hrubesch teil und absolvierte nach einem Kurzeinsatz im Halbfinale gegen Italien auch das Finale, in dem die deutsche Auswahl die der Engländer mit 4:0 besiegte.
Am 6. Mai 2010 wurde er von Bundestrainer Joachim Löw für das Spiel gegen die Auswahl Maltas am 13. Mai 2010 erstmals für die A-Nationalmannschaft nominiert; mit der Einwechslung zur zweiten Halbzeit für Serdar Tasci absolvierte er sein erstes A-Länderspiel. Die Weltmeisterschaft kam für ihn allerdings noch zu früh und er fand keine Berücksichtigung.

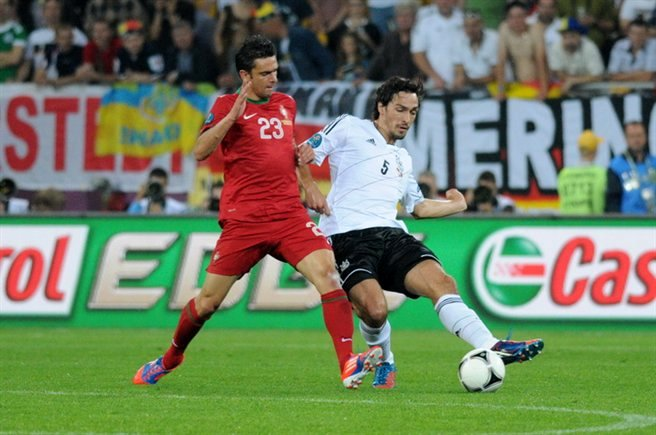
Mats Hummels bei der EM 2012 gegen Portugal

Für das erste Länderspiel nach der WM am 17. November 2010 wurde er zusammen mit seinen Mannschaftsspielern Marcel Schmelzer, Mario Götze und Kevin Großkreutz für den Kader gegen die Auswahl Schwedens nominiert und spielte die kompletten 90 Minuten. Drei weitere Test-Länderspiele bestritt er im Nationaltrikot, bevor er am 3. Juni 2011 in seinem ersten von vier Qualifikationsspielen für die Europameisterschaft 2012 zum Einsatz kam. Am 26. Mai 2012 erzielte er bei der 3:5-Niederlage gegen die Auswahl der Schweiz in der unmittelbaren EM-Vorbereitung mit dem Treffer zum 1:2 sein erstes Länderspieltor. Anschließend wurde er für den EM-Kader berücksichtigt.
Überraschend stand Hummels von Turnierbeginn an in der Startelf, da der favorisierte Per Mertesacker nach langwierigen Verletzungen noch nicht fit genug war, und zeigte eine überzeugende Leistung. In der Folge spielte Hummels in allen fünf EM-Spielen der deutschen Nationalmannschaft über die vollen 90 Minuten. Während er vor der Europameisterschaft noch häufig für seine im Gegensatz zum Verein schwankenden Leistungen kritisiert worden war, galt er bei dem Turnier als einer der besten deutschen Spieler. Aufgrund seiner starken Leistung war er für Zinédine Zidane die größte positive Überraschung des Turniers. Er hatte in der Vorrunde die zweitbeste Zweikampfquote aller EM-Spieler und kam dabei ohne ein Foul aus. Im Testländerspiel gegen England am 19. November 2013 verletzte er sich und fiel bis Januar 2014 aus. Kurz darauf erlitt er eine erneute Verletzung und musste bis Februar weiter pausieren.

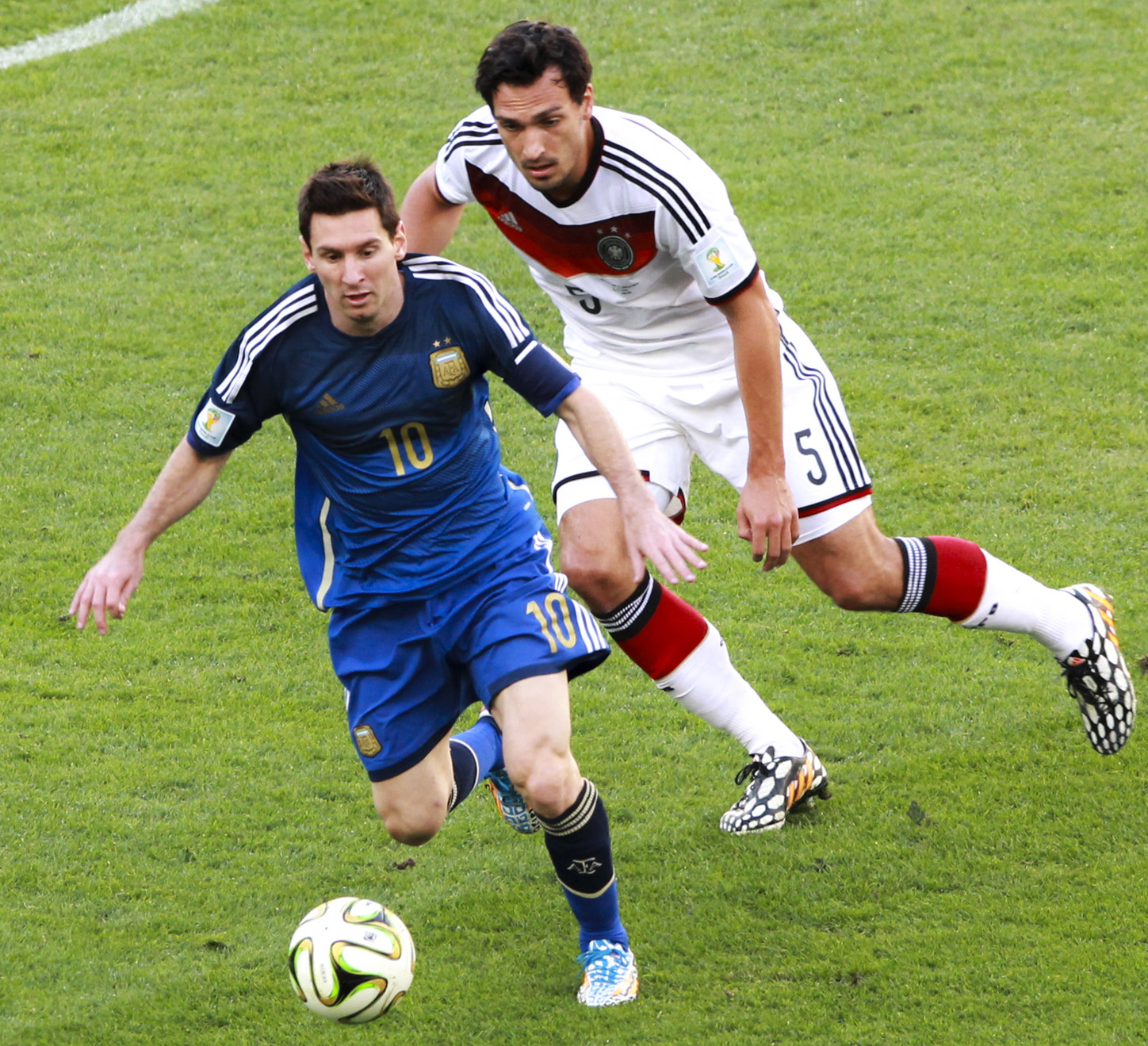
Mats Hummels und Lionel Messi im WM-Finale 2014

Hummels nahm mit der DFB-Auswahl an der Weltmeisterschaft 2014 teil. Er erzielte beim 4:0-Auftaktsieg gegen Portugal per Kopf das 2:0. Im Viertelfinale gegen Frankreich erzielte er ebenfalls per Kopf den Siegtreffer zum 1:0 und wurde zum „Man of the Match“ ernannt. Im mit 1:0 n. V. gewonnenen Finale gegen die Auswahl Argentiniens spielte er 120 Minuten lang und wurde mit der Mannschaft Weltmeister.
Bei der Europameisterschaft in Frankreich wurde er in das deutsche Aufgebot aufgenommen, obwohl er sich im DFB-Pokalfinale kurz vor dem Nominierungstermin einen Muskelfaserriss zugezogen hatte. Im ersten EM-Spiel gegen die Ukraine pausierte er noch, ab der zweiten Partie gehörte er zur Startelf. Das Viertelfinale gegen Italien war sein 50. Länderspiel. Deutschland kam im Elfmeterschießen weiter; Hummels verwandelte seinen Elfmeter. Allerdings erhielt er in der Partie auch seine zweite Gelbe Karte im Turnier und war im Halbfinale gesperrt. Es war die erste Gelbsperre in seiner Karriere. Deutschland verlor das Spiel gegen Gastgeber Frankreich und schied aus.
Bei der Weltmeisterschaft 2018 äußerte Hummels nach der 0:1-Auftaktniederlage gegen Mexiko in einem Interview Kritik am Spielstil der deutschen Nationalmannschaft. Er kritisierte unter anderem, dass die Absicherung nicht funktioniere und er und sein Mitspieler Jérôme Boateng hinten oft alleine gelassen würden. Dies habe er intern zuvor schon angesprochen, allerdings fruchte das noch nicht so ganz. Hummels’ heftige Kritik wurde von den Medien anschließend ebenfalls kritisiert, etwa als „öffentliche Kollegenschelte“. Hummels wies diesen Vorwurf allerdings zurück, er habe über inhaltliche Dinge gesprochen, es werde aber immer so getan, als würde er jemanden beleidigen. Für das zweite Spiel gegen Schweden, bei dem Deutschland erst in letzter Minute den 2:1-Siegtreffer erzielte, fiel Hummels wegen Problemen mit einem Halswirbel aus. Für das dritte Gruppenspiel gegen Südkorea war Hummels wieder einsatzbereit. Nach einer schwachen Leistung und einer 0:2-Niederlage in diesem Spiel schied Deutschland als Tabellenletzter der Gruppe F aus dem Turnier aus. Nach diesem Spiel erregte ein anschließendes Interview mit Hummels erneut große Aufmerksamkeit, so äußerte Hummels etwa, das letzte überzeugende Spiel der Nationalmannschaft sei im Herbst 2017 gewesen.
Nach der unglücklichen 1:2-Niederlage gegen Weltmeister Frankreich in der Nations League, der eine 0:3-Niederlage gegen die Niederlande sowie ein 0:0 gegen Frankreich vorausgegangen waren, fiel Hummels mit einem Interview auf, in dem er äußerte, dass die Nationalmannschaft „seit der WM kein schlechtes Spiel hingelegt [habe], [man] aber eben keine Ergebnisse eingefahren“ habe, während andere Nationalspieler durchaus kritischer mit der von der Nationalmannschaft gezeigten Leistung umgingen. Wurde Hummels während der WM von der Presse noch der Spitzname „Der Chefkritiker“ gegeben, wurde er nun „Der Chef-Schönredner“ genannt.
Entgegen der Entscheidung vom März 2019, in welcher Löw einen Umbruch in der Nationalmannschaft ankündigte und bekannt gab, dass Hummels sowie Jérôme Boateng und Thomas Müller zukünftig nicht mehr Teil der Nationalmannschaft sein würden, berief der Bundestrainer Hummels gemeinsam mit Müller sowie dem einzigen weiteren Dortmunder Emre Can in den Kader für die Europameisterschaft 2021. Mit der deutschen Auswahl erreichte er im Turnier das Achtelfinale, in dem Deutschland gegen den späteren Vize-Europameister England ausschied. Hummels wurde in allen Partien von Beginn an neben Matthias Ginter und Antonio Rüdiger aufgestellt. Von fünf Abwehrspielern des DFB-Teams wurde Hummels, dem gegen Weltmeister Frankreich ein Eigentor unterlief, vom Portal Spox.com mit der Note 3 und somit am besten bewertet; auch teamintern erhielten nur die Offensivspieler Goretzka, Musiala und Havertz noch bessere Zensuren. Spox.com bezeichnete ihn als „besten Mann“ im verloren gegangenen Spiel gegen England und lobte auch dessen allgemeine Leistung gegen Frankreich.
In der Folge absolvierte der Verteidiger keine weiteren Länderspiele mehr. Er hoffte auf eine Kadernominierung für die WM 2022 in Katar, wurde jedoch von Bundestrainer Hansi Flick, der auf Löw im Anschluss an die EM 2021 gefolgt war, nicht berücksichtigt. Stattdessen nominierte Flick beispielsweise Hummels’ Dortmunder Teamkollegen Nico Schlotterbeck und Niklas Süle, den 20-jährigen Armel Bella-Kotchap oder Antonio Rüdiger. Mit den Worten „Wir haben uns im Trainerteam Gedanken gemacht, wie wir den Kader zusammenstellen. So eine WM-Erfahrung zu haben, ist für die Zukunft richtig gut und wertvoll. Mats ist in hervorragender Form und ist topfit, er hat Dortmund viel gegeben. Wir haben aber auch die Zukunft im Blick und uns nicht gegen Mats, sondern für einen jungen Spieler entschieden.“ begründete der Bundestrainer gegenüber dem kicker seine Entscheidung. Ohne Hummels schied das DFB-Team wie schon vier Jahre zuvor in der Vorrunde aus.
Nach zwei Jahren Abstinenz wurde Hummels am 6. Oktober 2023 von Julian Nagelsmann in dessen ersten Nationalmannschaftskader für die Freundschaftsspiele gegen die USA und Mexiko im Zuge der USA-Reise Deutschlands berufen. Der Verteidiger spielte gegen die USA und wurde dann noch einmal im November beim 0:2 gegen die Österreicher berücksichtigt. Bei den beiden ersten Länderspielen des Jahres 2024 stand Hummels nicht im Kader und wurde auch Mitte Mai – anders als sein Dortmunder Mitspieler Nico Schlotterbeck – nicht für die an der EM im eigenen Land teilnehmende Mannschaft nominiert.

## Spielweise
Hummels gilt als sprungkräftig, kopfballstark und torgefährlich. Gelobt werden seine Ruhe am Ball und die Sicherheit, die er auch in Drucksituationen ausstrahlt. Zu seinen Stärken zählen vor allem sein Stellungsspiel, durch das er Lücken in der Defensive schließt und Bälle abfängt, wie auch eine hohe Zweikampfstärke. Er ist technisch und taktisch gut geschult und bekannt für präzise Pässe an seine Mitspieler. Darunter fällt auch sein Vertikalspiel.

## Tätigkeit als Fernsehexperte
Zur Saison UEFA Champions League 2025/26 wurde er von Amazon Prime Video als TV-Experte verpflichtet.

## Sonstiges
Hummels ist UNICEF-Pate und engagiert sich dabei für das Kinderhilfswerk. Außerdem unterstützt er die Initiative Common Goal.
Beim Videospiel FIFA 12 war Hummels gemeinsam mit Lukas Podolski auf dem deutschen Cover zu sehen.
In der am 26. Oktober 2017 erschienenen Kino-Komödie Fack ju Göhte 3 war Hummels an der Seite seiner damaligen Teamkollegen des FC Bayern München, David Alaba und Joshua Kimmich, als Statist zu sehen.
Hummels investiert seit 2019 in das Kölner Start-up-Unternehmen Street Pro, das fußballaffinen Nutzern das individuelle Training mit Hilfe einer App möglich macht.
Seit 2019 betreibt er mit seinem Bruder Jonas zusammen den Podcast Alleine ist schwer und war am 26. April 2020 Gast beim Podcast Gemischtes Hack.
Während der National Basketball Association Finals 2022 war Hummels im Sommer 2022 Experte und Co-Kommentator beim Streaming-Dienst DAZN.
In der am 11. November 2022 erschienenen vierten Folge der zweiten Staffel der Mockumentary-Serie Die Discounter hat Hummels einen Gastauftritt und verkörpert sich selbst.
Der Schriftsteller Thomas Brussig veröffentlichte 2023 das Buch Mats Hummels auf Parship.

## Erfolge und Auszeichnungen

### Nationalmannschaft
- Weltmeister: 2014
- U21-Europameister: 2009

### Vereine
- Deutscher Meister (5): 
  - 2011, 2012 (Borussia Dortmund)
  - 2017, 2018, 2019 (FC Bayern München)
- Deutscher Pokalsieger (3): 
  - 2012, 2021 (Borussia Dortmund)
  - 2019 (FC Bayern München)
- Deutscher Superpokalsieger (5): 
  - 2013, 2014 (Borussia Dortmund)
  - 2016, 2017, 2018 (FC Bayern München)

### Auszeichnungen
- Kicker-Verteidiger des Jahres: 2010, 2011, 2012, 2014
- Wahl in die VDV 11: 2010, 2011, 2012, 2013, 2014, 2016, 2017, 2018, 2020, 2021
- BVB-Spieler der Saison 2011/12[93]
- 2011: Bayerischer Sportpreis: „Herausragender Nachwuchssportler“
- 2014: Top 11 der Weltmeisterschaft 2014
- 2014: Dream Team der Weltmeisterschaft 2014
- 2014: Fußball-Felix
- Einstufung als Weltklasse in der Rangliste des deutschen Fußballs: Sommer 2014, Sommer 2016
- Nominierung für den Ballon d’Or: 2017 (Platz 27); 2024 (Platz 29)